# ヤナギタデ
ヤナギタデ（柳蓼、学名: Persicaria hydropiper）は、タデ科イヌタデ属の一年草。水辺などに生える雑草。和名は、葉がヤナギに似ていることから。マタデ（真蓼）、ホンタデ（本蓼）、カワタデ、ナガボヤナギタデともいう。

## 分布・生育地
北半球の温帯から熱帯にかけて広く分布する。北海道から南西諸島にかけての日本全土に分布する。河原の砂地などに自生する。

## 形態・生態
一年生の草本。前年に落ちた種子から春に発芽する一年草だが、水中では多年草となることもある。茎は高さ30 - 60センチメートル (cm) でよく分枝し、無毛である。節が太く膨れて、節につく鞘の上部には短毛がある。葉は長さ5 - 10 cmの披針形で、短い柄を持ち互生する。数多くあるタデの中で、全草に辛味があるのは本種だけである。
花期は7 - 10月。花は淡緑色や淡紅色を帯びた白色の5弁花で、穂先を少し垂ら気味とした長さ7 cm前後の花序に間隔をあけてつく。種子は暗褐色で2.5 - 3.5ミリメートル (mm) の卵形をしている。晩秋に紅葉する。
近縁種にヤナギヌカボ（学名: Persicaria foliosa var. paludicola）があるが、ヤナギヌカボのほうは葉が細く両面に短毛があり辛味もない。よく似たボントクタデ（学名: Persicaria pubescens）の葉にも辛味がない。

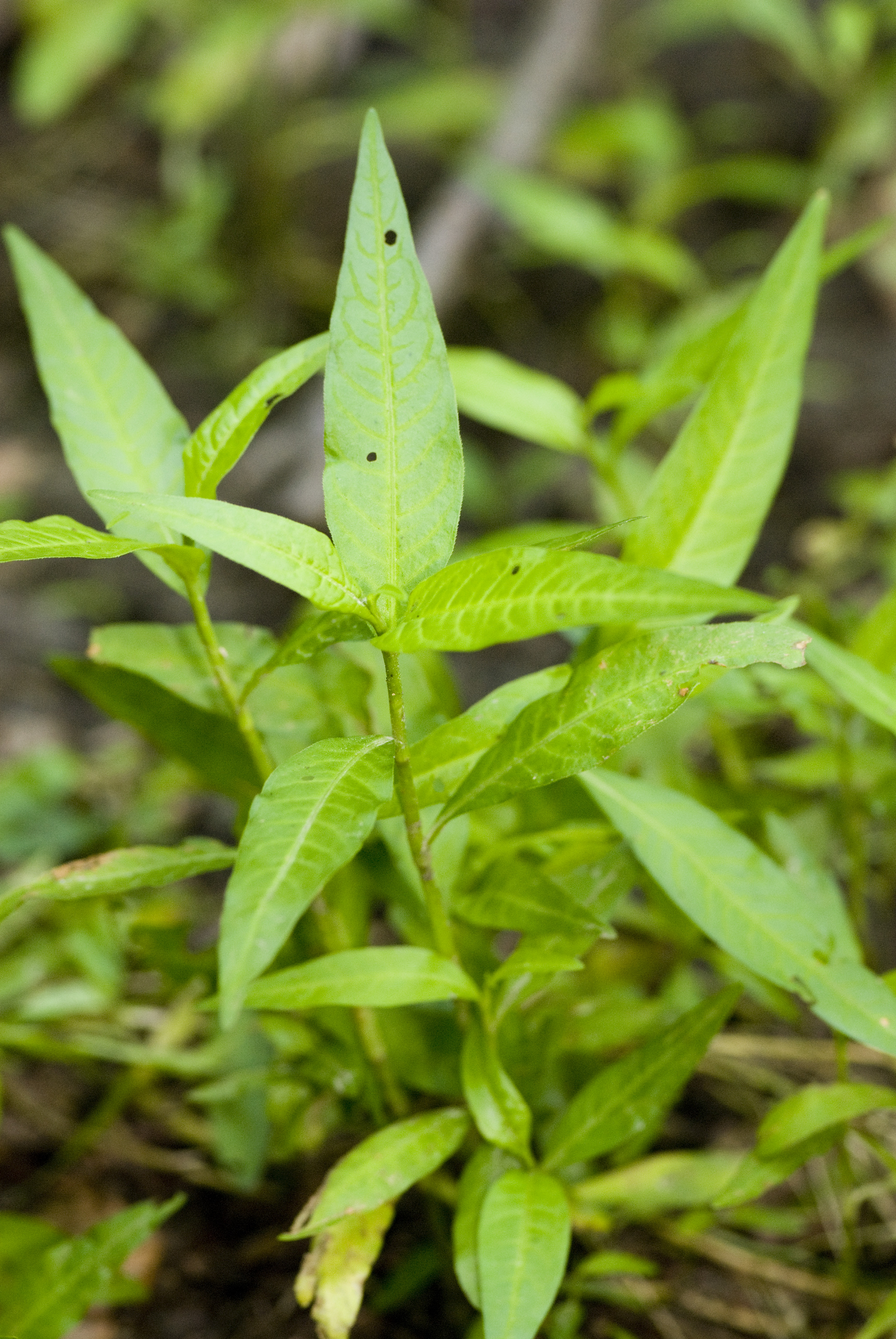
葉
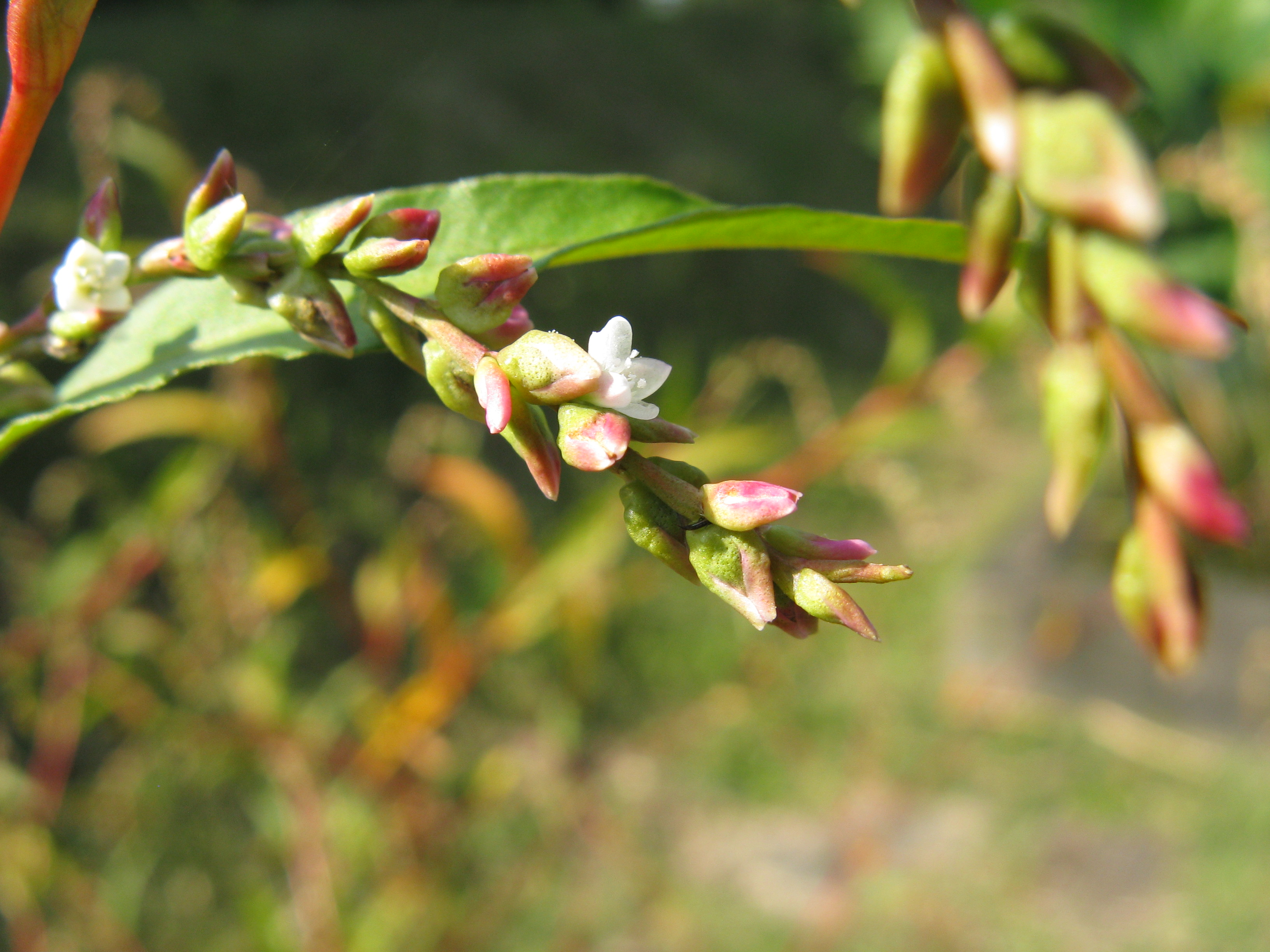
花

## 人間との関わり
「蓼食う虫も好きずき」という諺の語源である本種は、辛味のある葉が薬味として利用される。刺し身のつまにしたりするほか、すり潰して酢に混ぜることでアユ等の魚の塩焼きに使用する蓼酢となる。刺身のつまとして使われるのは、ヤナギタデの変種であるムラサキタデ（学名: Persicaria hydropiper f. purpurascens）が多い。香辛、食あたりに薬用される。
青銅器時代の遺跡の多くから、香辛料として使われていたであろう痕跡が発見されている。日本では、平安時代から香辛料として利用された。

### 食用
若葉を熱湯にくぐらせて水に浸し、和え物にする。種子を発芽させたばかりの小葉は「芽タデ」とよばれ、刺身のつまに使われ、赤色の「紅たで」と緑色の「青たで」のがある。葉をすり下ろして食酢に混ぜると「タデ酢」になり、アユの塩焼きや臭みのある魚料理に使われる。
栽培は福岡県が圧倒的に多い。

### 有効成分
芽タデの辛み成分には消化促進作用があり、食べあたりの予防や、虫刺されにも効果がある。駆虫薬。辛み成分はドリマン誘導体アルデヒドのポリゴジアールで、TRPチャネルの一つの辛み受容体TRPA1を刺激する。
この植物には精油（0.5%）が含まれており、モノテルペンとセスキテルペン: α-ピネン、β-ピネン、1,4-シネオール、フェンコン、α-フムレン、β-カリオフィレン、trans-β-bergamoteneなどで成り立っている。カルボン酸（ケイ皮、吉草とカプロン酸）などのエステルも見つかっている。この組織成分は、遺伝子によるものが強い。